# Yíhé Yuán
Summer Palace (chinês tradicional: 頤和園, chinês simplificado: 颐和园, pinyin: Yíhé Yuán), é um filme de 2006 dirigido por Ye Lou.
O filme fala sobre uma jovem estudante interpretada por Hao Lei que deixa sua pequena cidade natal para estudar na fictícia "Beiqing University" (uma homenagem à Universidade de Pequim). Lá ela conhece um colega e começa uma intensa relação romântica tendo como pano de fundo o Protesto na Praça da Paz Celestial em 1989. O filme também segue a eventual desilusão destes jovens idealistas após a repressão, como o passar dos anos, ao longo das décadas de 1990 e de 2000. O filme recebeu esse nome em função do Palácio de Verão localizado em Pequim.
As cenas de sexo e tons políticos fez o filme gerar controvérsia na China, levando tanto o diretor, Lou Ye, como seus produtores, a entrar em conflito com a State Administration of Radio, Film, and Television da China (SARFT). Após a presença do diretor no Festival de Cannes sem a aprovação do governo, o filme foi colocado sob a proibição de facto na China Continental, e seus cineastas foram censurados.
O filme foi exibido nos canais HBO e não é recomendado para menores de 18 anos.

## História
“Summer Palace” conta a história da estudante Yu Hong, uma jovem garota da cidade de Tumen, que é aceita na Universidade de Pequim. Na escola, Yu Hong conhece Li Ti, o melhor amigo dela, e Zhou Wei, seu namorado de colégio que se torna o grande amor de Yu Hong. O filme é dividido em duas partes. A primeira começa no final da década de 1980, quando Yu Hong entra para a universidade. Sozinha e isolada do mundo devido às condições de convivência, ela se torna amiga de Li Ti que o apresenta a seu namorado, Ruo Gu e seu amigo Zhou Wei. Yu Hong e Zhou Wei vivem um romance em meio aos protestos na Praça da Paz Celestial. Dois fatos acontecem na primeira parte do filme: Zhou Wei não consegue mais se envolver com Yu Hong e inicia um romance com Li Ti; e os estudantes vão para a Praça da Paz Celestial participar de um protesto, mas são barrados pelos militares do exército chinês (a cena de um estudante subindo no tanque durante o tal protsto, resultou no banimento do filme em território chinês). Enquanto tudo isso acontece, Xiao Jun, antigo namorado de Yu Hong, chega de Tumen levando-a. Yu Hong decide deixar a Universidade.
Na segunda parte do filme (que conta com mais cenas de sexo), os personagens principais estão em 1997, no fim da Guerra Fria. Nesse mesmo ano, Hong Kong voltou a pertencer à China. Yu Hong deixa novamente a cidade de Tumen, primeiro para Shenzen, e depois para a China Central, na cidade de Wuhan, onde Li Ti e Ruo Gu se mudaram para Berlim. Yu Hong não consegue esquecer Zhou Wei, e tem um cso com um homem casado. O filme segue com a personagem tendo desafetos com a sociedade. Ao descobrir que está grávida de um filho, Yu Hong tem um aborto e se muda para Chongqing, onde ela se casa. Li Ti, Ruo Gu e Zhou Wei vivem suas vidas como exilados em Berlim. Enquanto Li Ti e Zhou Wei transam, eles afirmam que o último não ama ela. Depois do reencontro dos amigos, enquanto Zhou Wei pensa em retornar para a china, Li Ti comete suicidio. Eles se conectam com os ex-estudantes para conseguirem o e-mail de Yu Hong. Dez anos depois, Zhou wei e Yu Hong se encontram na ciade de Beidaihe. Enquanto Yu Hong vai embora para comprar bebidas, Zhou Wei entende que eles nunca mais ficarão juntos.

## Lançamento
O filme estreou no “Festival de Cannes” em 18 de maio de 2006, e logo depois, foi lançado na França, em 18 de abril de 2007 pela Ocean Films. O lançamento em DVD se deu em 28 de janeiro de 2008 na França (Região 2) com áudio em Mandarim e legendas em Francês, além de um Making-Of, notas do diretor Ye Lou e biografia do elenco. Nos EUA, o DVD (Região 1) foi lançado pela Palm Pictures, em 11 de março de 2008.

## Recepção
“Summer Palace” foi o único filme asiático a competir no Festival de Cannes em 2006, mas a Palma de Ouro ficou para o filme “The Wind That Shakes The Barley”, do diretor Ken Loach. Também foi exibido em inúmeros festivais como a de Toronto e a de Mill Valley. No Brasil, figurou na Mostra Internacional e Cinema de São Paulo.
Entretanto, algumas críticas a este filme foram, de certa forma, negativas. Alguns jornais americanos descreveram “Summer Palace” como “Um dos filmes que mostra mais cenas de sexo explícito em anos, desde Garganta Profunda”. As cenas de nudez frontal resultaram no banimento do filme na China, com isso, Ye Lou e seus produtores não receberam a aprovação da SARFT e do governo chinês, impedindo Ye Lou e Nai An de produzirem novos filmes durante cinco anos.
O site Rotten Tomatoes classificou o filme com 72%.
No Brasil, o filme foi exibido nos canais HBO, HBO Plus, Cinemax e Max Prime, e não saiu em DVD (Região 4).